# Pluvigner
Pluvigner (bret. Pleuwigner) – miejscowość i gmina we Francji, w regionie Bretania, w departamencie Morbihan.
Według danych na rok 1990 gminę zamieszkiwały 4872 osoby, a gęstość zaludnienia wynosiła 59 osób/km² (wśród 1269 gmin Bretanii Pluvigner plasuje się na 87. miejscu pod względem liczby ludności, natomiast pod względem powierzchni na miejscu 7.).